# Combaç
Combaç (en francès Combas) és un municipi francès situat al departament del Gard i a la regió d'Occitània.